# El Campo de Peñaranda
El Campo de Peñaranda è un comune spagnolo di 369 abitanti situato nella comunità autonoma di Castiglia e León.